# MACS J0717.5+3745

MACS J0717.5+3745 (скорочено MACS J0717 чи MACS 0717) — одне з найбільших відомих скупчень галактик. Воно знаходиться приблизно за 5,4 мільярда світлових років від Землі у сузір'ї Візничого. Це скупчення галактик було відкрито у рамках огляду MACS (Massive Cluster Survey), який проводили для виявлення наймасивніших скупчень галактик у Всесвіті. MACS J0717 привернув особливу увагу астрономів, оскільки він є одним із найскладніших та найдинамічніших скупчень, де відбувається зіткнення кількох менших скупчень.

## Опис
MACSJ0717 утворилося внаслідок зіткнення чотирьох окремих скупчень. Це перший подібний випадок, який вдалося зафіксувати астрономам. Повторні зіткнення відбуваються через гігантський потік матерії довжиною 13 мільйонів світлових років. Цей потік, відомий як галактична нитка, складається з галактик, гарячого газу та темної матерії, що постійно надходять у вже щільно заповнену область. У процесі таких зіткнень гарячий газ у міжгалактичному просторі гальмується, тоді як галактики, які здебільшого містять порожній простір, продовжують рухатися швидше. Це явище дає змогу астрономам визначати швидкість і напрямок руху кожного зіткненого скупчення, аналізуючи зміщення між розташуванням галактик і газу.
Серед чотирьох підскупчень (A, B, C, D) у MACSJ0717 підскупчення B рухається значно швидше, тоді як інші три залишаються відносно нерухомими один щодо одного. Завдяки своїй високій швидкості підскупчення B стало першим об'єктом, у якому астрономи безпосередньо зафіксували ефект Сюняєва — Зельдовича. Раніше це явище спостерігали лише у статистичних дослідженнях, аналізуючи великі вибірки галактичних скупчень.
Скупчення MACS J0717 утворює одне з найбільших відомих кілець Ейнштейна. Це явище виникає через гравітаційне лінзування — ефект, спричинений величезною масою скупчення, яка викривлює простір-час і змінює шлях світла від далеких об'єктів. У результаті світло від галактик, що знаходяться позаду MACS J0717, спотворюється, утворюючи характерні дуги та кільця.